# Graf DK 5
Graf DK 5 is de tombe van enkele zonen van Ramses II. De tombe is de grootste in de Vallei der Koningen en pas vrij recent ontdekt. Eigenlijk was de tombe al gevonden in 1825 door James Burton. Ook Carter kende de tombe, maar hij gebruikte de tombe alleen als opslagplaats. 
Het graf werd pas verder uitgegraven door het Theban Mapping Project, onder leiding van Kent R. Weeks. Ze waren bezig van 1989 en 1994 om de tombe uit te graven. Ze zijn nog steeds niet klaar. 
In het graf zijn grafgiften gevonden, waaronder potscherven, Oesjabtis en zelfs een beeld van Osiris.
In 2006 zijn ze weer doorgegaan met de opgravingen. De tombe bleek nog groter te zijn dan ze twaalf jaar daarvoor dachten. Er zijn nu al meer dan 150 kamers gevonden. 
In de gangen zijn delen van de mondopeningsceremonie gevonden. De derde pijlerhal is de grootste kamer van het graf en ook de grootste in de hele vallei.